# 千波池
千波池（せんばいけ）は、兵庫県加古郡稲美町国岡1381にあるため池である。総貯水量20万立方メートル、貯水面積7万平方メートル、受益面積63.4ヘクタール。堤長780メートル、堤高5メートル。稲美町の国岡土地改良区が所有、管理する国岡地区最大のため池である。
1662年（寛文2年）に築造されたとされる。2008年から2012年にかけて改修がされる。2019年7月31日、農業用ため池管理保全法第7条第1項に基づく、決壊によりその周辺の区域に被害を及ぼすおそれが特にあるため池である「特定農業用ため池」に指定される。